# 長崎市立三重中学校
長崎市立三重中学校（ながさきしりつ みえちゅうがっこう、Nagasaki City Mie Junior High School）は、長崎県長崎市三京町にある公立中学校。略称「三重中」（みえちゅう）。

## 概要
歴史
1947年（昭和22年）の学制改革（六・三制の実施）により、新制中学校として開校した。2012年（平成24年）に創立65周年を迎えた。
校章
学問を象徴するペンを2本組み合わせたものを背景にして、中央に「中」の文字を置く。
校歌
作詞は田中熊六、作曲は口石サキによる。歌詞は3番まであり、校名は登場しない。
校区
長崎市立三重小学校区、長崎市立畝刈小学校区、長崎市立鳴見台小学校区。

## 著名な出身者
- 入江麻衣子 - 声優・ピアニスト・モデル

## 沿革
- 1947年（昭和22年）4月1日 - 学制改革（六・三制の実施）が行われる。
  - 三重村国民学校の初等科が改組され、三重村立三重小学校が発足。
  - 三重村国民学校の高等科が改組され、「三重村立三重中学校」（新制中学校）が発足。当初は三重小学校（旧・国民学校）校舎に併設される。
- 1950年（昭和25年）
  - 2月23日 - 三重村向郷720番地に独立校舎が完成し、三重小学校との併設を解消。
  - 4月4日 - 新校舎に移転を完了。三重村立畝刈中学校[2]を統合。
- 1960年（昭和35年）12月20日 - 増築新校舎（4教室）が完成。
- 1962年（昭和37年）11月5日 - 特別教室が完成。
- 1966年（昭和41年）4月27日 - A型完全給食を開始。
- 1973年（昭和48年）3月31日 - 三重村が長崎市に編入され、「長崎市立三重中学校」（現校名）と改称。
- 1982年（昭和57年）7月23日 - 長崎大水害により、運動場で崖崩れが発生し、技術室が倒壊する。
- 1983年（昭和58年）
  - 3月25日 - 現在地に新校舎が完成。
  - 4月1日 - 新校舎に移転を完了。
- 1996年（平成8年）3月15日 - 土俵屋形の移設を完了。武道場が完成。
- 1997年（平成9年）4月7日 - バス乗り入れを開始。
- 1998年（平成10年）2月7日 - 創立50周年記念式典および同窓会設立総会を挙行。
- 1999年（平成11年）1月28日 - 心の教室が完成。
- 2005年（平成17年）4月1日 - 長崎市、学校選択制を開始。
- 2006年（平成18年）4月1日 - 特別支援学級すみれ教室を開設。
- 2007年（平成19年）8月22日 - 男子バレーボール部が中総体長崎県大会および九州大会で優勝。 全国中学大会でベスト16に入る。
- 2008年（平成20年）3月31日 - すみれ学級を休級。
- 2009年（平成21年）4月1日 - 特別支援学級を開設（再開）。
- 2012年（平成24年）4月1日 - 長崎市、学校選択制を廃止。

## アクセス
最寄りのバス停
- 長崎バス 「三重中学校前」

最寄りの国道・県道
- 国道202号

## 周辺
- 長崎市立三重小学校
- 長崎市三重体育館
- 三重浄水場
- 新長崎漁港

## 関連事項
- 長崎県中学校一覧